# Чернишов Борис Ісидорович
 Бори́с Ісидо́рович Чернишо́в (27 січня 1888, Ясенська — 31 серпня 1950) — український вчений-геолог, стратиграф, палеонтолог. Дійсний член АН УРСР (з 1939 року).

## Біографія
Народився 27 січня 1888 року в станиці Ясенській (нині Єйського району Краснодарського краю). Початкову освіту дав йому батько, середню отримав у Єйському реальному училищі, яке закінчив 1906 року. Вищу освіту здобув у двох вищих навчальних закладах — Празькому політехнічному інституті, де навчався з 1906 по 1910 рік, і у Катеринославському гірничому інституті, який закінчив у 1916 році, отримавши спеціальність гірничого інженера першого розряду.
До 1925 року Б.І. Чернишов займався педагогічною діяльністю, обіймаючи посади асистента, старшого асистента, доцента в Гірничому інституті і на кафедрі геології і палеонтології Дніпропетровського університету. У 1925 році був затверджений професором на кафедрі геології Дніпропетровського гірничого інституту. В цьому ж році його обрали науковим співробітником, а пізніше і старшим геологом Геологічного комітету в Ленінграді. Переїхавши у 1926 році до Ленінграда, Борис Чернишов продовжив педагогічну діяльність у Ленінградському гірничому інституті та університеті, де читав курси загальної та історичної геології. У березні 1937 року Вища атестаційна комісія присвоїла йому учений ступінь доктора геологічних наук без захисту дисертації.
У 1939 році Борис Ісидорович переїжджає працювати в Україну. З 1939 року, а потім — у повоєнний час, очолював кафедру палеонтології у Київському університеті. В 1939 році його обирають дійсним членом АН УРСР, віце-президентом АН УРСР і призначають директором Інституту геологічних наук АН УРСР. На цих посадах він перебував до 1946 року. У 1946 році склав повноваження директора і очолив сектор загальної геології і палеонтології.
У період тимчасової окупації України колектив ІГН, очолюваний академіком Б.І. Чернишовим, перебував в Уфі. В цей період вчений працював над прогнозною картою кам'яного вугілля СРСР, інструкцією з комплексної геологічної зйомки Донбасу, вивчав палеозойські відклади Південного Уралу і Казахстану. За плідну організаційну, наукову і виробничу діяльність у воєнний період Б.І. Чернишов був відзначений високими урядовими нагородами.

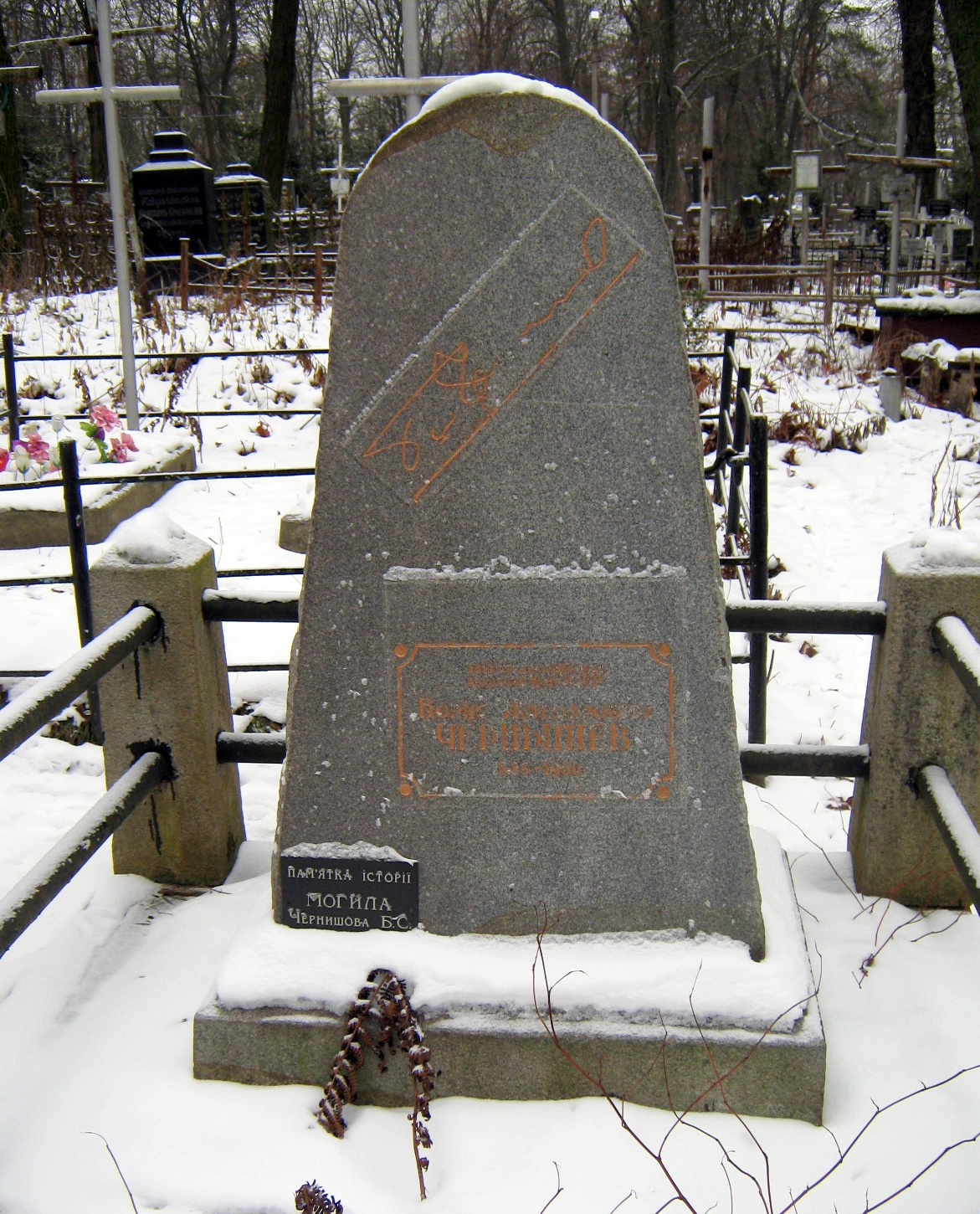
Могила Бориса Чернишова

Помер 31 серпня 1950 року. Похований в Києві на Лук'янівському цвинтарі.

## Наукова діяльність
Б.І. Чернишов був одним із найавторитетніших знавців фауни безхребетних палеозойських відкладів усіх регіонів колишнього СРСР. Він вивчав двостулкових молюсків, корали, естерії, ксифозури, трилобіти, брахіоподи, комахи тощо. Безпосередньо брав участь у написанні розділів «Ракуваті» і «Меростомата» у найпоширенішому підручнику палеонтології К. Циттеля «Основы палеонтологи. Ч. 1. Беспозвоночные» (1934). Палеонтологічні описи окремих класів, загонів, родин і родів безхребетних палеозою за авторством вченого можна знайти у 1-му, 2-му, 4-му, 5-му, 6-му і 8-му томах відомого «Атласу викопних фаун СРСР» (1934–1947).
Багато зроблено Б.І. Чернишовим для вивчення карбону Донбасу. Він вперше розчленував на яруси продуктивну товщу карбону від світи С22 до світи С72. Вперше започаткував дослідження літофацій, провадив геологічну зйомку у середній частині Донбасу. В районі села Штерівки за його даними було закладено шахту, яка працювала до початку війни. Дослідник установив наявність кам'яновугільних відкладів у Дніпровсько-Донецькій западині і Львівській мульді. Велику увагу приділяв вивченню сапропелітового вугілля, з якого можна видобувати рідке паливо для двигунів внутрішнього згорання. В результаті проведених експериментів було одержано вихід бензину, який сягав 30%. Проте ці дослідження, доведені до напівпромислового виробництва, були перервані війною.
Борис Ісидорович — один із засновників і голова Товариства охорони природи в Україні. У приміщенні ІГН у його кабінеті неодноразово відбувалися збори зоологів, ентомологів, ботаніків, лісників, агрономів.
У науковому доробку академіка Б.І. Чернишова понад 80 наукових праць із палеонтології, стратиграфії, геологічної зйомки і корисних копалин Мінусинського, Кузнецького, Донецького і Львівсько-Волинського кам'яновугільних басейнів, а також Уралу, Казахстану, Забайкалля, Поділля.
Автор праць:
- «Попередній звіт про роботу у Кузнецькому кам'яновугільному басейні» (1931);
- «Детальна геологічна карта Донецького кам'яновугільного басейну» (1932);
- «Нижній палеозой північно-західного Казахстану. Геологія СРСР. Казахстан» (1941);
- «До стратиграфії кам'яновугільних відкладів північно-західного сектора Великого Донбасу» (1947).